# 何塞·马里亚·圣马丁
何塞·马里亚·圣马丁上校(Colonel José María San Martín，1811年3月29日—1857年8月12日) 生于洪都拉斯(Nacaome)，华金·德·圣马丁上校(Joaquín de San Martín)和Joaquina Fugón之子。萨尔瓦多总统。他在查拉特南戈省死于霍乱(带领入侵尼加拉瓜军队)。
| 前任： 弗朗西斯科·杜埃尼亚斯 | 萨尔瓦多总统 1852年 (代理) | 繼任： 弗朗西斯科·杜埃尼亚斯        |
| 前任： 比森特·戈麦斯 (代理)  | 萨尔瓦多总统 1854年—1856年 | 繼任： 弗朗西斯科·杜埃尼亚斯 (代理) |